# 侯有功
侯有功（？—？），原名侯景初，字思謙，號鳳岐，江西饒州府浮梁縣人，民籍，明朝政治人物。

## 生平
嘉靖三十一年（1552年）壬子科江西鄉試第九十名舉人。嘉靖三十二年（1553年）聯捷癸丑科三甲第二百六十三名進士。大理寺观政，授大理寺评事，历升寺副、寺正。

## 家族
曾祖侯貴；祖父侯崇；父侯仕。前母李氏；前母潘氏；盧氏。兄有觀、有光；弟有能、有庆。